# Giao thông bên phải và bên trái

Các quốc gia lưu thông bên phải
Các quốc gia lưu thông bên trái

Quy tắc giao thông bên phải và giao thông bên trái là các quy tắc lưu thông cơ bản, trong đó xe cộ lưu thông nửa trái hoặc nửa phải của đường. Điều này góp phần giảm bớt lưu lượng giao thông, tránh bị va chạm. Ban đầu, hầu hết các quốc gia đều lưu thông bên trái, ngày nay, có khoảng 66,1% dân số thế giới sống ở các nước lưu thông bên phải và 33,9% ở các nước lưu thông bên trái. Khoảng 72% tuyến đường trên thế giới lưu thông bên phải, 28% lưu thông bên trái.

### Tính đồng nhất

Bản đồ thế giới hiển thị hướng lưu thông của mọi quốc gia và mọi thay đổi đã xảy ra, bắt đầu với sự chuyển đổi của Phần Lan năm 1858
luôn lưu thông bên phải từ trước đến nay
từng lưu thông bên trái, hiện đang lưu thông bên phải
luôn lưu thông bên trái từ trước đến nay
từng lưu thông bên phải, hiện đang lưu thông bên trái
một vài vùng lãnh thổ trực thuộc lưu thông bên trái, nhưng hiện đang lưu thông bên phải
một vài vùng lãnh thổ trực thuộc lưu thông bên phải, nhưng hiện đang lưu thông bên trái

## Giao thông

### Quy tắc giao thông bên trái

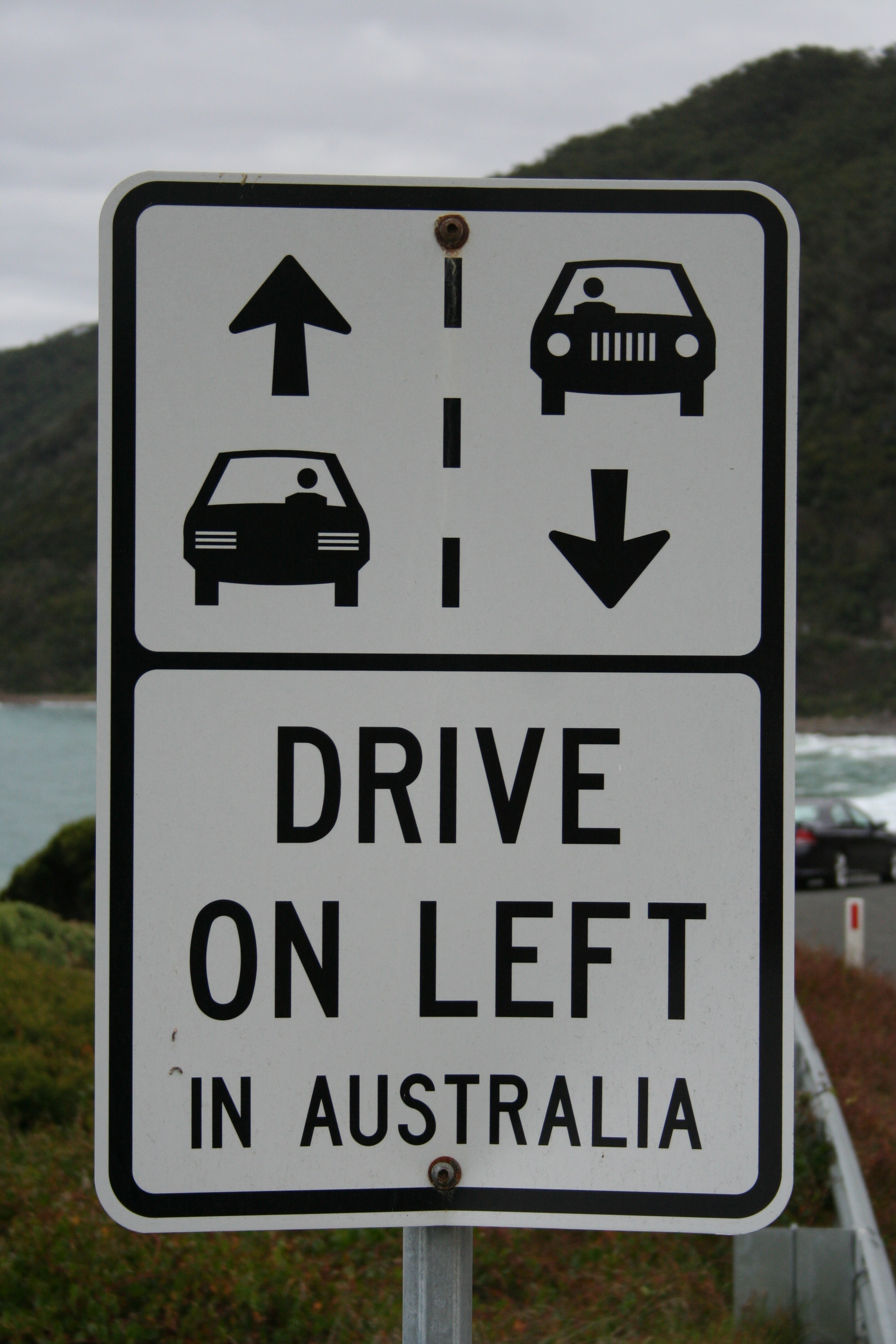
Bảng giao thông trên Đường Great Ocean của Úc lưu ý rằng xe cộ lưu thông bên trái

- Giao thông phải giữ hướng là bên trái, trừ khi vượt thì chuyển sang bên phải.
- Xe cộ đi theo hướng ngược lại được nhìn thấy từ bên phải.
- Phải cắt qua dòng xe ngược chiều khi rẽ phải.
- Hầu hết các biển báo giao thông được đặt ở bên trái đường.
- Giao thông trên đảo an toàn (vòng xuyến hay vòng tránh) theo chiều kim đồng hồ.
- Người đi bộ băng qua đường hai chiều phải chú ý từ bên phải trước tiên.
- Các làn đường được thiết kế cho xe có tốc độ bình thường và làn xe rẽ trái là bên trái.
- Trên đường 1 chiều, xe thô sơ đi trên làn bên trái, xe cơ giới đi trên làn bên phải.
- Hầu hết các đường nhập làn và lối rẽ từ đường cao tốc đều ra ở phía bên trái.
- Cửa lên xuống của ô tô buýt thường nằm ở bên trái xe.
- Các loại xe đều phải vượt về bên phải, trừ một số trường hợp thì được phép vượt bên trái.
- Hầu hết các loại ô tô có chỗ ngồi của lái xe (và vô lăng) ở phía bên phải. Tuy nhiên, một số nơi như quần đảo Virgin (Mỹ) tuy lái xe bên trái nhưng các phương tiện vận chuyển được trang bị vô lăng bên trái vì chúng hầu hết xuất xứ từ Mỹ và Brazil (hai quốc gia này lái xe bên phải và sử dụng ô tô có vô lăng bên trái).
- Đèn đỏ có thể được phép rẽ trái.
- Trên đường không có lối dành riêng cho người đi bộ, được khuyến khích là đi bộ ở bên trái.

### Quy tắc giao thông bên phải
- Giao thông phải giữ hướng là bên phải, trừ khi vượt thì chuyển sang bên trái.
- Xe cộ đi ngược chiều được nhìn thấy từ bên trái.
- Phải cắt qua dòng xe đi ngược chiều khi rẽ trái.
- Hầu hết các biển báo giao thông được đặt ở bên phải đường.
- Giao thông trên đảo an toàn (vòng xuyến hay vòng tránh) ngược chiều kim đồng hồ.
- Người đi bộ băng qua đường hai chiều phải chú ý từ bên trái trước tiên.
- Các làn đường được thiết kế cho xe có tốc độ bình thường và làn xe rẽ phải là bên phải.
- Hầu hết các làn đường kép (tách ra từ đường cao tốc) đều ra ở phía bên phải.
- Các loại xe đều phải vượt về bên trái, trừ một số trường hợp thì được phép vượt bên phải.
- Hầu hết các loại ô tô có chỗ ngồi của lái xe ở phía bên trái.
- Đèn đỏ có thể được phép rẽ phải.
- Trên đường không có lối dành riêng cho người đi bộ, được khuyến khích là đi bộ ở bên phải. Tuy nhiên, tại một số nước quy định khi đi bộ thì đi lề bên trái. Khi đó, người đi bộ sẽ quan sát được xe dễ gây nguy hiểm là xe ngược chiều. Nếu quy định đi bộ bên phải, xe gây nguy hiềm thường là xe đi cùng chiều ở phía sau nên người đi bộ không biết để né tránh trong tình huống nguy hiểm.

### Quốc gia lưu thông bên trái
Chú thích: In nghiêng là năm mà giao thông chuyển sang bên trái.
| Alderney Anguilla Antigua và Barbuda Úc Bahamas Bangladesh Barbados Bermuda Bhutan Botswana Brunei Quần đảo Cayman Đảo Christmas Quần đảo Cocos (Keeling) Quần đảo Cook Cộng hòa Síp Dominica Đông Timor (lưu thông bên phải từ 1928-1976) Eswatini Quần đảo Falkland | Fiji Grenada Guernsey Guyana Hồng Kông Ấn Độ Indonesia* Ireland Đảo Man Jamaica Nhật Bản (Okinawa 1978) Jersey Kenya Kiribati Lesotho Macau Malawi Malaysia Maldives | Malta Mauritius Montserrat Mozambique Namibia (1918) Nauru (1918) Nepal New Zealand Niue Đảo Norfolk Pakistan Papua New Guinea Quần đảo Pitcairn Saint Helena, Ascension và Tristan da Cunha Saint Kitts và Nevis Saint Lucia Saint Vincent và Grenadines Samoa (2009) Seychelles | Singapore Quần đảo Solomon Nam Phi Sri Lanka Suriname Tanzania Thái Lan Tokelau Tonga Trinidad và Tobago Quần đảo Turks và Caicos Tuvalu Uganda Vương quốc Anh Quần đảo Virgin thuộc Anh Quần đảo Virgin thuộc Mỹ Zambia Zimbabwe |

* Kể từ cuối thập niên 1960, những xe được nhập khẩu từ Hoa Kỳ có tay lái được bố trí ở bên trái
Tổng cộng: 76 quốc gia, cả quốc gia độc lập và lãnh thổ phụ thuộc.
Hiện nay, tại châu Âu, có 7 quốc gia đang lưu thông ở bên trái: Vương quốc Anh, Ireland, Đảo Man, Guernsey, Jersey, Malta và Cộng hòa Síp. Các quốc gia nêu trên không có đường biên giới giáp với bất kỳ quốc gia nào lưu thông bên phải và tất cả đã từng là một phần của Đế quốc Anh. Một vài quốc gia thuộc Khối thịnh vượng chung Anh và từng là cựu thuộc địa của Anh khác, chẳng hạn như Úc, Barbados, Hồng Kông, Singapore, New Zealand, Bangladesh, Ấn Độ, Pakistan, Sri Lanka, Malaysia, Nam Phi và Trinidad và Tobago hiện đang lưu thông bên trái, nhưng một số khác chẳng hạn như Canada, Gambia, Ghana, Nigeria, Sierra Leone và Hoa Kỳ hiện đang lưu thông bên phải. Một số quốc gia khác đang lưu thông bên trái ở châu Á là Thái Lan, Malaysia, Indonesia, Bhutan, Nepal, Đông Timor và Nhật Bản. Tại Nam Mỹ, chỉ Guyana và Suriname là đang lưu thông bên trái. Nhiều quốc gia thuộc Thái Bình Dương đã chuyển sang lưu thông ở bên trái, sao cho giống với các nước láng giềng Úc và New Zealand, với Samoa thực hiện gần đây, vào 7/9/2009, quốc gia đầu tiên trong vòng 3 thập kỷ gần đây thay đổi hướng lưu thông.

### Quốc gia lưu thông bên phải
Chú thích: In nghiêng là năm mà giao thông chuyển sang bên phải.
| Afghanistan Albania Algérie Samoa thuộc Mỹ Andorra Angola (1928) Argentina (1945) Armenia Aruba Áo (1935–1938) Azerbaijan Bahrain (1967) Belarus Bỉ Belize (1961) Bénin Bolivia Bosna và Hercegovina Brasil Lãnh thổ Ấn Độ Dương thuộc Anh Bulgari Burkina Faso Myanma (1970) Burundi Campuchia Cameroon (1961) Canada (1920s) Cape Verde (1928) Cộng hòa Trung Phi Chad Chile Trung Quốc đại lục (1946) Colombia Comoros Cộng hòa Congo Cộng hòa Dân chủ Congo Costa Rica Côte d'Ivoire Croatia Cuba Cộng hòa Séc (1939) | Đan Mạch (1793)* Djibouti Cộng hòa Dominican Ecuador Ai Cập El Salvador Guinea Xích Đạo Eritrea (1964) Estonia Ethiopia (1964) Quần đảo Faroe Phần Lan (1858) Pháp (1789) Guyane thuộc Pháp Polynésie thuộc Pháp Gabon Gambia (1965) Georgia Đức Ghana (1974) Gibraltar (1929) Hy Lạp Greenland Guadeloupe Guam Guatemala Guinea Guiné-Bissau (1928) Haiti Honduras Hungary (1941) Iceland (1968) Iran Iraq Israel Ý Jordan Kazakhstan Bắc Triều Tiên Hàn Quốc (1946) Kuwait | Kyrgyzstan Lào Latvia Liban Liberia Libya Liechtenstein Litva Luxembourg Cộng hòa Macedonia Madagascar Mali Quần đảo Marshall Martinique Mauritanie Mayotte México Micronesia Đảo san hô Midway Moldova Monaco Mông Cổ Montenegro Maroc Hà Lan Antille thuộc Hà Lan Nouvelle-Calédonie Nicaragua Niger Nigeria (1972) Quần đảo Bắc Mariana Na Uy Oman Palau Panama (1943) Paraguay (1945) Peru Philippines (1946) Ba Lan Bồ Đào Nha (1928) Puerto Rico | Qatar Réunion România Nga Rwanda Saint-Pierre và Miquelon San Marino São Tomé và Príncipe (1928) Ả Rập Xê Út Sénégal Serbia Sierra Leone (1971) Slovakia (1939-1941) Slovenia Somalia (1968) Tây Ban Nha (Tháng 10/1924) Sudan (1973) Svalbard Thụy Điển (1967) Thụy Sĩ Syria Đài Loan (1946) Tajikistan Togo Tunisia Thổ Nhĩ Kỳ Turkmenistan Ukraina Các Tiểu vương quốc Ả Rập Thống nhất Hoa Kỳ (1792) Uruguay (1945) Uzbekistan Vanuatu Thành Vatican Venezuela Việt Nam Đảo Wake Wallis và Futuna Tây Sahara Yemen (1977)** |

*1758 tại Copenhagen, 1793 tại Đan Mạch

**Tại Nam Yemen
Tổng cộng: 163 quốc gia và vùng lãnh thổ.

## Việt Nam
Theo Gia Định thành thông chí của Trịnh Hoài Đức thì thuyền bè đi lại trên sông, nhất là những nơi tụ tập đông đúc thì từ cuối thế kỷ XVIII đã có lệ phải phải ép bên phải. Đó là theo lệnh của quan điều khiển tên là Nghi Biểu ở Gia Định vốn thấy ghe thuyền đi lại đông đúc, khi va chạm nhau làm hư hại thì kêu quan kiện cáo. Thấy vậy quan mới ra lệnh ép bên phải để dễ phân xử:
| “ | Phàm thuyền đi không kể là chiều gió dòng nước thuận hay nghịch, hãy đến gần nhau đều cùng hô lên "bát" (phải), thì thuyền của ta đi sang bên hữu, thuyền của người kia cũng đi về bên hữu, theo thuận mà lái, chèo để cho dễ đi mà tránh nhau... | ” |

Thuyền chỉ hô "cậy" (tức ép bên trái) nếu bị mắc cạn hoặc khi rẽ vào bến. Như vậy thì lệ giao thông bên phải cho tàu thuyền ở Việt Nam đã có từ trước thời Pháp thuộc.